# Adrián Lozano
Ubaldo Adrián Lozano Albis (Santa Cruz de la Sierra, 17 maggio 1972) è un ex calciatore boliviano, di ruolo difensore.

## Caratteristiche tecniche
Giocava come difensore laterale.

## Carriera

### Club
La prima squadra professionistica di Lozano fu l'Independiente Petrolero, formazione di Sucre; con tale club debuttò nella massima serie boliviana nella stagione 1997. Dopo due campionati disputati con l'Independiente, Lozano fu acquistato dal Bolívar, compagine della capitale La Paz. Esordì con la nuova maglia nel corso della Liga del Fútbol Profesional Boliviano 1999. Nel Bolívar Lozano fu titolare, superando, nel giro di tre tornei, la soglia delle 100 presenze in LFPB. Nell'ultimo campionato da lui giocato con la formazione celeste ottenne un secondo posto, dietro all'Oriente Petrolero. Nel 2002 passò al San José, in prestito dal Bolívar. Fu scelto come titolare anche nella sua esperienza a Oruro, presenziando in 32 gare del campionato nazionale. Nel 2003 cambiò nuovamente squadra e città: si trasferì difatti al Guabirá di Montero; nel torneo di quell'anno giocò di meno, arrivando a quota 12 partite. Nel 2004 fu ceduto all'Unión Central di Tarija. Con la formazione bianco-verde fu tra gli elementi più impiegati dell'annata, con 35 incontri disputati. Nel 2005 venne acquistato dall'Oriente Petrolero – società della sua città natale, Santa Cruz de la Sierra. Dopo tre gare di campionato rimase ai margini della squadra, che poi lasciò nel luglio 2005.

### Nazionale
Nel 1999 venne incluso nella lista per la Copa América. In tale competizione, però, non debuttò mai.